# Dawid Kostecki
Dawid Kostecki (Pseudonym: Cygan (Zigeuner); * 27. Juni 1981 in Rzeszów; † 2. August 2019) war ein polnischer Profiboxer im Halbschwergewicht. Er gehörte der Bevölkerungsgruppe der Roma an.

## Boxkarriere
Kostecki erzählte in Interviews von einer schwierigen Kindheit und einem einjährigen Gefängnisaufenthalt. Anschließend wählte er den Weg des Boxsports.
Nach 13 Siegen, davon 11 durch K. o., boxte er am 25. September 2004 um den WBC-Jugendweltmeistertitel. Er siegte dabei gegen seinen Gegner Gasper Mathew (5-2), durch t.K.o. in der fünften Runde. Anschließend verteidigte er den Titel gegen Dhafir Smith (13-6), Mukadi Shambuyi (15-0) und Joseph Marwa (17-6).
Am 15. Oktober 2005 gewann er mit einem Punktesieg gegen Ismail Abdoul (25-8), den WM-Titel der WBF. Im Januar 2006 schlug er den Ägypter Richard Nwoba (8-0) in der zweiten Runde K. o.
Am 6. Mai 2006 erlitt er die erste Niederlage seiner Profikarriere; er unterlag dem Franzosen Rachid Kanfouah (25-5) durch K. o. in der neunten Runde, hatte seinen Gegner jedoch in der zweiten Runde am Boden.
Am 14. September 2008 schlug er den Brasilianer Marcelo Leandro Da Silva (16-0) in der ersten Runde K. o., zudem besiegte er im Oktober 2009 seinen Landsmann Grzegorz Soszyński (16-0) einstimmig nach Punkten.
Am 6. Februar 2010 sicherte er sich durch einen t.K.o.-Sieg in Runde 7 gegen Dario Cichello (18-6) den WM-Titel der IBC. Am 24. April desselben Jahres konnte er auch erneut einen WBF-Titel erringen, als er Giulian Ilie (15-3) nach Punkten besiegte.
Am 23. Oktober 2010 wurde er Baltischer Meister der WBC. Er besiegte dabei Sean Corbin (14-2) vorzeitig. Am 25. Juni 2011 errang er zusätzlich durch Punktesieg gegen Lolenga Mock (30-12), den Interkontinentalen Meistertitel der WBA. Diese beiden Titel verteidigte er im Dezember durch K. o. in der vierten Runde gegen Byron Mitchell (29-8).
Ein für den 30. Juni 2012 geplanter Kampf gegen Roy Jones junior musste abgesagt werden, da Kostecki für schuldig befunden wurde, als Kopf einer landesweit operierenden Organisation die illegale Prostitution gefördert zu haben. Zudem wurde er wegen des Vergehens des Drogenbesitzes angeklagt. Nach mehrjähriger Haft nahm er sich im Gefängnis das Leben.
Kostecki war verheiratet und hatte zwei Kinder.